# Italo Toscani
Italo Toscani (Salsomaggiore Terme, 21 gennaio 1955) è un ex calciatore italiano, di ruolo ala.

## Biografia
Suo padre era Algiso Toscani, buon calciatore degli anni quaranta.

## Carriera
Ha esordito con i ducali in Serie B il 28 aprile 1974 nella partita Arezzo-Parma (0-0), con il Parma ha giocato sei stagioni tre delle quali in Serie B, disputando 103 partite.